# دراواکرستور
دراواکرستور (به مجاری:  Drávakeresztúr) یک منطقهٔ مسکونی در مجارستان است که در ناحیه شیه واقع شده‌است.